# Miteigentum

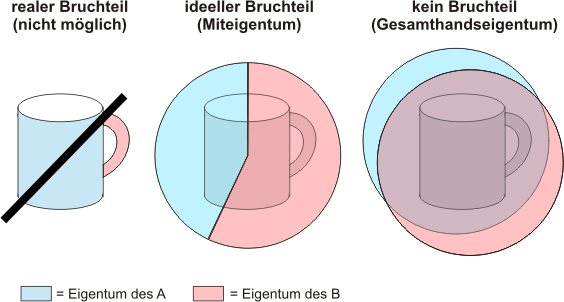
Während an realen Bruchteilen einer Sache keine verschiedenen Rechte bestehen können (links), ist Miteigentum an ideellen Bruchteilen (Mitte) möglich. Beim Gesamthandseigentum ist dagegen jeder Eigentümer der ganzen Sache, aber in der Verfügung gebunden (rechts)

Miteigentum liegt vor, wenn das Eigentum an einer gemeinschaftlichen Sache mehreren Personen nach Bruchteilen zusteht, weshalb auch von Bruchteilseigentum gesprochen wird. Geregelt ist Miteigentum in den §§ 1008 ff. BGB. Auf die Gemeinschaft nach Bruchteilen sind zudem die §§ 741 ff. BGB anwendbar.

## Miteigentum an Sachen

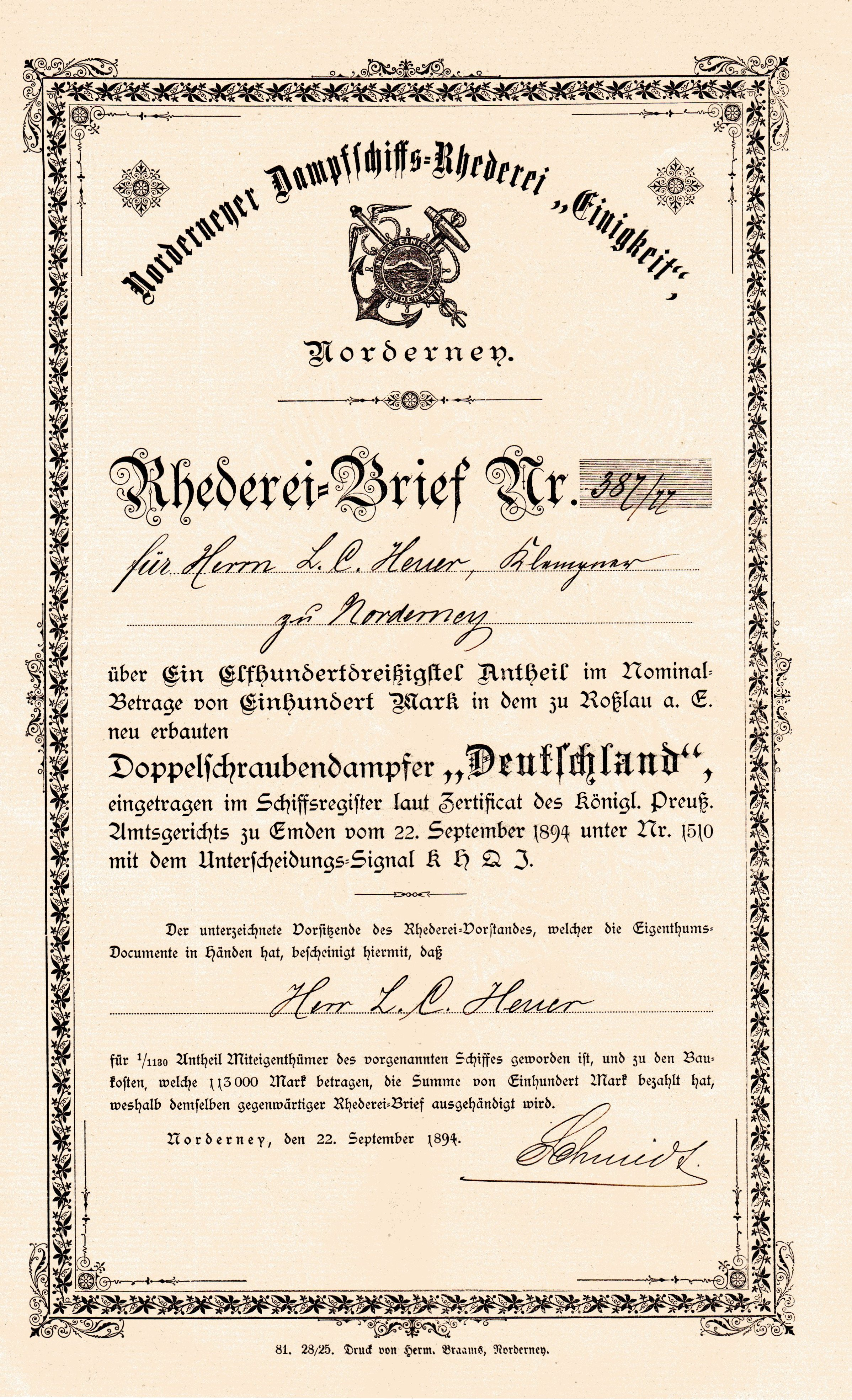
Der Reedereibrief der Norderneyer Dampfschiffs-Rhederei "Einigkeit" von 1894 weist den Besitzanteil am Doppelschraubendampfer Deutschland (unbewegliche Sache) aus.

Miteigentum kann an Mobilien (bewegliche Sachen) und Grundstücken (unbewegliche Sachen) bestehen. Über seinen Anteil kann jeder Miteigentümer allein verfügen (§ 747 Satz 1 BGB), über die ganze Sache nur alle Miteigentümer gemeinschaftlich (§ 747 Satz 2 BGB). Miteigentum ist übertragbar und belastbar (§§ 1009 Abs. 1, § 1066, § 1114, § 1192 Abs. 1 BGB). Jeder Miteigentümer kann seinen Bruchteil – ohne die Zustimmung der anderen Miteigentümer einholen zu müssen – jederzeit an einen Dritten übertragen. Dabei kann er dem Erwerber – neben Miteigentum – jedoch nur Mitbesitz einräumen, der durch Besitzkonstitut (§ 930 BGB) ersetzt werden kann. Die Belastung eines bestimmten Miteigentumsanteils an einer Sache erfolgt durch Verpfändung, Grundpfandrechte oder durch vollstreckende Gläubiger bei Pfändungspfandrechten oder Vermieterpfandrechten. Die nicht von der Belastung betroffenen Miteigentumsanteile bleiben weiterhin lastenfrei. Gemäß § 1006 BGB kann von Mitbesitz beweglicher Sachen auf Miteigentum geschlossen werden.
Außerhalb des rechtsgeschäftlichen Verkehrs, kann Miteigentum kann durch Verbindung mit beweglichen Sachen (§ 947 BGB) oder Vermischung (§ 948 BGB) entstehen. Kraft Gesetzes führen auch die Vereinigung von Bienenschwärmen (§ 963 BGB) und der Schatzfund (§ 984 BGB) zu Miteigentum. 

## Wohnungs- und Teileigentum
Gesetzlich geregelter Sonderfall ist das Wohnungs- und Teileigentum nach dem Wohnungseigentumsgesetz (WEG). Hier regelt § 1 Abs. 2 WEG, dass es sich beim Wohnungseigentum um das „Sondereigentum an einer Wohnung in Verbindung mit dem Miteigentumsanteil an dem gemeinschaftlichen Eigentum, zu dem es gehört“ handelt. Das Sondereigentum kann ohne den zugehörigen Miteigentumsanteil weder belastet noch veräußert werden (§ 6 Abs. 1 WEG). Für das – gewerblich genutzte – Teileigentum gelten diese Vorschriften entsprechend (§ 1 Abs. 6 WEG).

## Wertpapierrechtliche Sonderformen
Wertpapiere (genauer: Effekten) werden im Regelfall nicht „effektiv“ (als echte Urkunden) gekauft und verkauft, sondern als Depotguthaben auf Girosammeldepotkonten im Rahmen der Sammelverwahrung geführt und gebucht. Wertpapiere derselben Emission werden für eine Vielzahl von Hinterlegern ungetrennt verwahrt, wodurch der Hinterleger sein Alleineigentum verliert und dafür einen Miteigentumsanteil am Sammelbestand nach § 6 Abs. 1 DepotG erhält. Dieser Miteigentumsanteil wird durch sein Depotguthaben ausgedrückt, welches auf seinem Depotkonto verbucht ist.
Nach § 162 Abs. 2 Nr. 3 KAGB haben die Anteilsinhaber Miteigentum am Sondervermögen des Investmentfonds.

## Eherecht
Teilweise umstritten ist das Miteigentum im Eherecht. Erwerben Eheleute – soweit sie nicht in Gütergemeinschaft leben – gemeinsam eine Sache, so werden sie im Regelfall nach § 1357 Abs. 1 BGB automatisch Miteigentümer nach Bruchteilen, wenn nichts anderes vereinbart wird. Das betrifft
- Familienimmobilien: auch wenn im Grundbuch als alleiniger Eigentümer nur ein Ehegatte eingetragen ist (üblich ist die Eintragung beider Ehegatten zu je  1⁄2 ideellen Anteil), sind eherechtlich beide Ehegatten Miteigentümer.
- Hausrat: der insbesondere aus gemeinsamen Haushaltsgeld erworbene und gemeinsam genutzte Hausrat steht im Miteigentum beider Ehegatten (§ 1363 BGB); die Rechtsprechung geht bei Haushaltsgegenständen davon aus, dass sie zu Miteigentum erworben werden.[3] Darüber können sie nur gemeinschaftlich verfügen (§ 747 Satz 2 BGB).
- Bankkonten: Gemeinschaftskonten (sowohl Und- als auch Oder-Konten) unterfallen den §§ 741 ff. BGB. Es spielt keine Rolle, von wem das Guthaben stammt. Hat etwa nur der Ehemann Einkommen, das auf das Gemeinschaftskonto überwiesen wird, so steht das Guthaben dennoch zur Hälfte auch der Ehefrau zu, wenn die Ehegatten nichts anderes vereinbart haben. Zum Streit führen bei Trennung oft unterschiedliche Gutschriften auf und Abhebungen vom Konto; es besteht ein Ausgleichsanspruch (§§ 741, 752, 753 Abs. 1 und 1008 BGB), wenn ein Ehegatte mehr abhebt als ihm quotal zusteht.[4]

Während der ehelichen Lebensgemeinschaft haben die Ehegatten ein wechselseitiges Recht zum Mitbesitz (§ 1353 BGB), die in den Haushalt eingebrachten Sachen unterliegen nach § 861 BGB dem Mitbesitz und deshalb nach § 1006 BGB der Vermutung des Miteigentums (eingeschränkt durch den Gläubigerschutz des § 1362 BGB). Bei Zugewinngemeinschaft ist § 747 Satz 1 BGB durch die Einwilligungspflicht des anderen Ehegatten nach § 1369 BGB beschränkt.

## Gesamthandseigentum
Eine andere Art des Miteigentums ist das Gesamthandseigentum der BGB-Gesellschafter nach § 719 BGB, der Ehegatten in der Gütergemeinschaft nach § 1419 BGB und der Miterben nach § 2033 Abs. 2 BGB. Jeder ist hierbei Eigentümer der ganzen Sache, weil es ideelle Bruchteile nicht gibt.

## Beendigung
Nach § 749 BGB kann jeder einzelne Miteigentümer Aufhebung der Gemeinschaft verlangen. Daneben gibt es auch noch die Aufhebungsklage.

## Österreich und Schweiz

### Österreich
Miteigentum ist im österreichischen Recht das in ideelle Anteile (Quoten, Bruchteile) zerlegte Eigentum mehrerer an einer gemeinsamen beweglichen Sache oder Liegenschaft (§ 825 ABGB), das dem deutschen Miteigentum nach Bruchteilen ähnelt, wie es in den §§ 1008 – 1011 BGB geregelt ist. Wichtig ist die Unterscheidung zum Gesamthandseigentum. Die Miteigentümer müssen die Sache, im Verhältnis ihres Anteils daran, gemeinsam verwalten (§ 833 ABGB), wobei die absolute Mehrheit ausschlaggebend ist. Bei außerordentlichen Entscheidungen über das Schicksal der Sache wird Einstimmigkeit verlangt, kann diese nicht erzielt werden entscheidet das Gericht im Außerstreitverfahren.

### Schweiz
Das selbständige Miteigentum ist eine Art gemeinschaftlichen Eigentums an einer beweglichen Sache oder an einem Grundstück, bei welcher jeder transparent nach Bruchteilen beteiligt ist (Art. 646 Abs. 1 ZGB) und seinen Anteil verpfänden, veräußern oder sonst belasten kann (Art. 646 Abs. 3 ZGB). Das gilt auch für Grundstücke (Art. 655 Abs. 2 Ziff. 4 in Verbindung mit Art. 943 Abs. 1 Ziff. 4 ZGB). Neben vertraglichen Entstehungsgründen gibt es kraft Gesetzes wie in Deutschland die Entstehung von Miteigentum durch Verbindung und Vermischung beweglicher Sachen (Art. 727 Abs. ZGB) und Grenzvorrichtungen zwischen zwei Liegenschaften (Art. 670 ZGB). Diese Eigentumsform ist auch in den nicht deutschsprachigen Kantonen der Schweiz eine seit 1907 bestehende Form des Eigentums.